# Wschodnie Wybrzeże

Wschodnie Wybrzeże

Wschodnie Wybrzeże (ang. East Coast, nazywane także Atlantic Coast) – rejon geograficzny na wschodnim wybrzeżu Stanów Zjednoczonych. W jego skład wchodzi 14 stanów:  Maine, New Hampshire, Massachusetts, Rhode Island, Connecticut, Nowy Jork, New Jersey, Delaware, Maryland, Wirginia, Karolina Północna, Karolina Południowa, Georgia i Floryda.
Często ze względu na położenie i historię dołącza się tu także niemające kontaktu z Oceanem Atlantyckim stany Wirginia Zachodnia i Vermont.
Stany na Wschodnim Wybrzeżu, z wyjątkiem Florydy, zostały utworzone z trzynastu kolonii brytyjskich. Dziś stanowią one najbardziej zaludniony obszar przybrzeżny w kraju. Według danych ze spisu powszechnego z 2010 zaludnienie stanów graniczących z Oceanem Atlantyckim wynosi około 36% całkowitej populacji Stanów Zjednoczonych.